# Maria Strzelecka

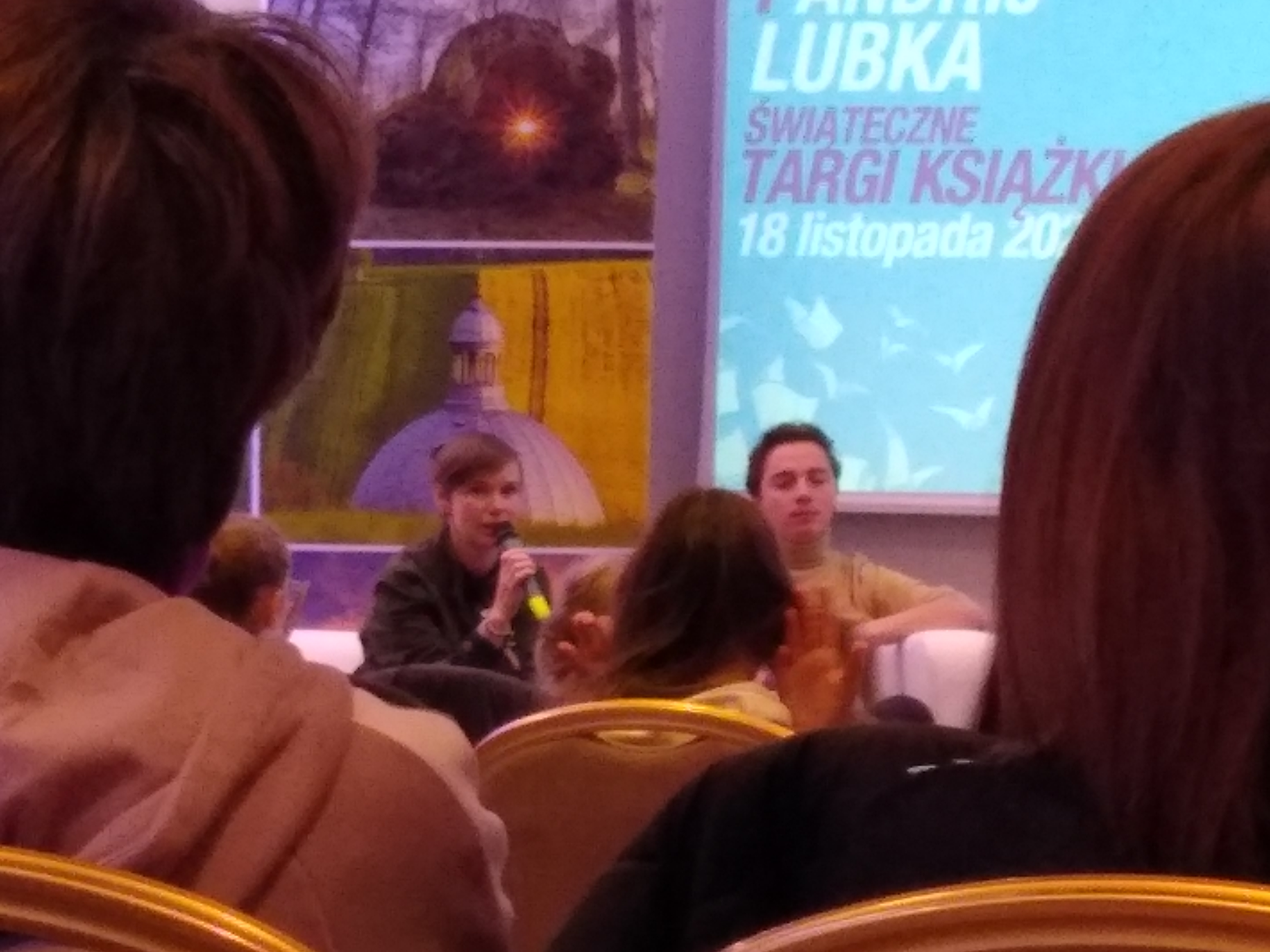
Maria Strzelecka i Andrij Lubka podczas Świątecznych Targów Książki w Rzeszowie (2022)

Maria Kalina Strzelecka (ur. 15 sierpnia 1975 w Warszawie) – polska artystka, pisarka, aktorka niezawodowa.

## Życiorys
Partnerka życiowa reżysera Xawerego Żuławskiego, z którym ma syna Kaja i córkę Jagnę. Wystąpiła w roli Andżeli Kosz w filmie reżyserowanym przez jej partnera Wojna polsko-ruska oraz filmie Chaos i serialu Krew z krwi. Autorka nominowanego do Grand Prix Yach Film Festiwalu 2016 animowanego teledysku do piosenki Mister D. Żona piłkarza. Autorka książki Beskid bez kitu wydanej przez wydawnictwo Libra.PL, za którą otrzymała nagrodę Książka roku Ibby oraz Nagrodę im. Ferdynanda Wspaniałego dla najlepszej książki dziecięcej. Jej kolejna książka to Beskid bez kitu. Zima za którą została nominowana do Nagrody Literackiej m.st. Warszawy w kategorii literatura dziecięca (tekst i ilustracje), oraz książka Nikifor, także nominowana do Nagrody im. Ferdynanda Wspaniałego. W 2024 uhonorowana Nagrodą Literacką m.st. Warszawy za książkę "Hajda. Beskid bez kitu". Pozycja zdobyła również literacką nagrodę Książka Roku IBBY, oraz była nominowana w konkursie Literacka Podróż Hestii. Współpracuje z magazynem "Książki Magazyn do czytania".
Absolwentka warszawskiej Akademii Sztuk Pięknych. Tam też w 2019 otrzymała doktorat w dyscyplinie sztuk plastycznych i konserwacji dzieł sztuki za pracę pt. Beskid bez kitu (promotorka – Grażyna Lange). Obecnie prowadzi Pracownię Animacji na Wydziele Sztuki Mediów warszawskiej ASP.

## Filmografia
Źródło:
- 2014–2015 – Krew z krwi 2 jako Magda, przyjaciółka Carmen
- 2012 – Krew z krwi jako Magda, przyjaciółka Carmen
- 2009 – Wojna polsko-ruska jako Andżela Kosz
- 2008 – Tysiąc zakazanych krzaków
- 2006 – Syn Gwiazd
- 2006 – Chaos jako Marysia "Mania"
- 2004 – Europe – 99euro-films 2 jako Zosia

## Nagrody filmowe
- 2006 – Chaos (2006) – Wyróżnienie Honorowe w kategorii: najlepsza aktorka w filmie pełnometrażowym na Toruńskim Offowym Festiwalu Filmowym TOFF